# Petter Vaagan Moen
Petter Vaagan Moen (Hamar, 5 februari 1984) is een Noors voetballer die uitkomt voor Lillestrøm SK. Hij is ook actief als international voor zijn land.

## Clubcarrière
Moen maakte zijn debuut in het profvoetbal bij Ham-Kam uit zijn geboorteplaats. Hij was een van de dragende krachten van het team toen het promoveerde naar de Tippeligaen.
In 2005 maakte hij de overstap naar SK Brann. Hij werd er basisspeler in het team dat in 2007 de landstitel won. De seizoenen daarna zakte hij in vorm in elkaar, maar in het seizoen van 2010 leefde hij op. Zodoende werd hij weer voor het nationale team geselecteerd.
In november 2010 tekende hij een contract bij Queens Park Rangers, waarmee hij in de Football League Championship ging spelen. De club neemt nam hem transfervrij over van SK Brann. Moen sloot zich op 1 januari bij QPR aan, nadat zijn contract afliep. Na een jaar keerde hij echter alweer terug naar Noorwegen en ging hij spelen voor Lillestrøm SK.

## Interlandcarrière
Onder leiding van bondscoach Åge Hareide maakte hij zijn debuut voor het Noors voetbalelftal op 25 januari 2006 in de vriendschappelijke wedstrijd tegen Mexico, net als Henning Hauger (Stabæk), Trond Erik Bertelsen (Fredrikstad FK) en Espen Olsen (Hamarkameratene). Noorwegen verloor het oefenduel met 2-1.

## Erelijst
SK Brann
- Noorse Tippeligaen: 2007

 Queens Park Rangers
- Football League Championship: 2010/11